# 布貴人
布貴人（17世纪？—1717年），兆佳氏，正白旗包衣第三參領第一滿洲佐領下人，騎都尉、參領塞克塞赫之女，清朝康熙帝之貴人。

## 生平
兆佳氏為正白旗包衣人，應透過內務府選秀入宮，於康熙十二年或之前被康熙帝臨幸，其初始位份不詳。康熙十三年（1674年）五月初六日巳時，生皇五女和碩端靜公主 （序齒為三公主）。康熙四十六年（1707年），已被封為布常在，兆佳氏應在康熙四十六年至康熙五十六年間晉為布貴人。
康熙五十六年（1717年）正月十一日，布貴人去世。康熙帝下旨曰：「花園內現有貴人金棺，將二金棺可否葬一處。倘不可，葬何園寢，明日可否出殯，交欽天監觀定，速儀奏。此病不可齋戒，依三公主之母、嬪出殯，有關初祭、大祭，且外客等前來，筵樂照備」，特別囑付相關部門布貴人此病不可進行齋戒，但仍需準備筵樂，並且表示三公主之母要按照嬪例出殯，如後續檔案所稱依嬪例著喇嘛十一人轉軸念經，皇上綴朝二日，此二日自皇宮以下、宗室以上，不祭、不還願，著素服。同年正月十三日，布貴人出殯，送往朝陽門外大章京孫衛善花園暫厝。康熙五十八年十二月十七日卯時，正式入圈安葬布貴人，其寶頂位於第五排左向右數第五位。

## 出身
布貴人的祖父塔郎阿世居額爾敏地方，國初來歸，被編入正白旗包衣第三參領第一滿洲佐領，仕至包衣佐領，其子葉思赫，亦仕至包衣佐領。塔郎阿的孫輩多為內務府中低級官員，其中仕宦最為出色者為布貴人之父塞克塞赫，以護軍校從征浙江、福建、四川等地，功封騎都尉，仕至參領。另外，與布貴人祖父塔郎阿同族但為正白旗人的覺色，其曾孫原任吏部尚書馬爾漢之女為康熙帝第十三子怡賢親王胤祥之嫡福晉。
布貴人是否即為兆佳氏尚存疑，康熙五十六年正月十二日，大臣陳邦彥在日記中寫道「四公主之母布貴人病故，上為之致齋」，此處稱布貴人為四公主恪靖公主之母，即布貴人為貴人郭絡羅氏布音珠，但或有筆誤之嫌。

## 備註
1. ↑  《陵寢易知》及《昌瑞山萬年統志》中，兆佳氏被記作「布貴人」，而《內務府奏為辦理袁常在移葬折》則譯作「卜貴人」，蓋因聖祖嬪位以下後宮的漢文稱號大多是由滿文發音轉寫而來，故同一個人物的漢文稱號會有不止一種寫法。